# 大田吉正
大田 吉正（おおた よしまさ）は、安土桃山時代から江戸時代初期の武将。徳川氏の家臣。

## 略歴
最初、松平信康に仕えた。信康粛清後の天正8年（1580年）当目合戦では石川数正の配下として従軍し、敵将朝比奈小隼人を討ち取った。その後も徳川家康の部将として二俣城の戦い、立花谷の戦い、高天神城の戦いで活躍。天正12年（1584年）小牧・長久手の戦いでは星崎城攻めで、蟹江城へ援軍を求める使者を討つ命を受け、筒井正吉・安藤正次・石川重次とともに襲撃。重傷を負ったものの使者を討ち取った。天正19年（1591年）九戸政実の乱では岩出山城まで、文禄元年（1593年）文禄の役では名護屋城まで従軍。前後して相模高座郡に200石を与えられた。
慶長5年（1600年）第二次上田合戦では紺地に金の大文字の指物という出で立ちで従軍。刈田の最中に真田軍の攻撃を受けたため、朝倉宣正・斎藤信吉・中山照守・戸田重之・小野忠明・鎮目惟明・辻久吉とともにこれを撃退したが、下知を待たない軍令違反であったため、真田信之預かりとなって上野吾妻に閉居処分となる。しかし慶長6年（1601年）旧領に復帰し、また下総千葉郡・印旛郡に200石の加増を受けた。慶長19年（1614年）大坂冬の陣では目付となり、鴫野の戦いで斥候を務めた。翌夏の陣では使番として従軍し、八尾・若江の戦いで藤堂高虎隊の救援要請のために榊原康勝・松平康長・酒井家次の陣に赴き、混乱する諸隊を制して援軍を送らせることに成功した。翌日の天王寺・岡山の戦いでも戦功を立て、相模愛甲郡・下総葛飾郡600石の加増を受けた。後年には遠江榛原郡に1000石を与えられ、計2600石を領した。寛永3年（1625年）徳川秀忠の上洛にも随行。大番頭、弓頭、旗奉行を歴任した。寛永14年（1637年）から病となり、翌年に没した。